# Веласкес, Хосе Гуадалупе
Хосе́ Гуаделу́пе Вела́скес Аларкон (исп. José Guadalupe Velázquez Alarcón; 12 августа 1923, Халиско — 1959) — мексиканский футболист, игравший на позиции нападающего. Участник чемпионата мира 1950 года.

## Биография

### Клубная карьера
Веласкес большую часть футбольной карьеры играл за «Пуэблу», в которой отыграл шесть сезонов и забил 61 гол. Его результат является одним из лучших среди бомбардиров в истории клуба.
Завершил карьеру в клубе «Веракрус», в котором играл в течение одного сезона.

### Карьера в сборной
В составе сборной Мексики принимал участие на чемпионате мира 1950 года, где сыграл в трёх матчах со сборными Бразилии (0:4), Югославии (1:4) и Швейцарии (1:2). Мексиканцы проиграли все три встречи и не заработали ни одного очка. Всего за сборную Мексики сыграл 5 матчей, в которых не отметился забитыми мячами.